# Lasiancistrus guacharote
Lasiancistrus guacharote és una espècie de peix de la família dels loricàrids i de l'ordre dels siluriformes.

## Morfologia
Els mascles poden assolir els 135 cm de llargària total.

## Distribució geogràfica
Es troba a Puerto Rico.